# José Emídio
José Emídio, nome artístico de José Emídio Cardoso Rodrigues da Silva (Matosinhos, 7 de maio de 1956) é um pintor português, conhecido pelo seu estilo expressivo e pela sua atuação como presidente da Cooperativa Árvore desde 2018.

## Biografia
José Emídio nasceu a 7 de maio de 1956 em Matosinhos. Desde jovem, demonstrou um interesse marcante pelas artes visuais, o que o levou a enveredar pela carreira artística. Tendo-se licenciado em Artes Plásticas na Escola Superior de Belas-Artes do Porto, em 1981. Foi professor efetivo no ensino secundário, entre 1979 e 2000, e professor no Curso Superior de Desenho na Escola Superior Artística do Porto, de 1982 a 1997, onde também foi presidente da Direção entre 1990 e 1996. É, desde 2018, presidente do Conselho de Administração da Árvore - Cooperativa de Atividades Artísticas. Reside em São João da Madeira.

## Carreira artística
José Emídio iniciou a sua atividade de pintor em 1976, integrando exposições coletivas e individuais em Portugal e no estrangeiro, com destaque para as diversas participações na Bienal de Cerveira.
Em 1982, teve a sua primeira exposição individual em Matosinhos. Em 2009, o Museu doo Douro recebeu a exposição "José Emídio, Três Décadas de Pintura", composta por 100 pinturas. Em 2012, realizou uma exposição na Galeria Municipal de Arte, em Barcelos, com o título "Rastos da Memória", onde apresentou trabalhos que exploravam a relação entre a cor e a forma, criando composições de grande impacto visual. Na sua carreira, merece especial destaque a grande exposição antológica "Voltar", em 2016, na Galeria Municipal de Matosinhos, sobre as quatro décadas de trabalho em pintura. Em outubro de 2017, a sua obra foi apresentada nos Paços da Cultura de São João da Madeira, numa mostra que refletiu a maturidade e a complexidade do seu percurso artístico.

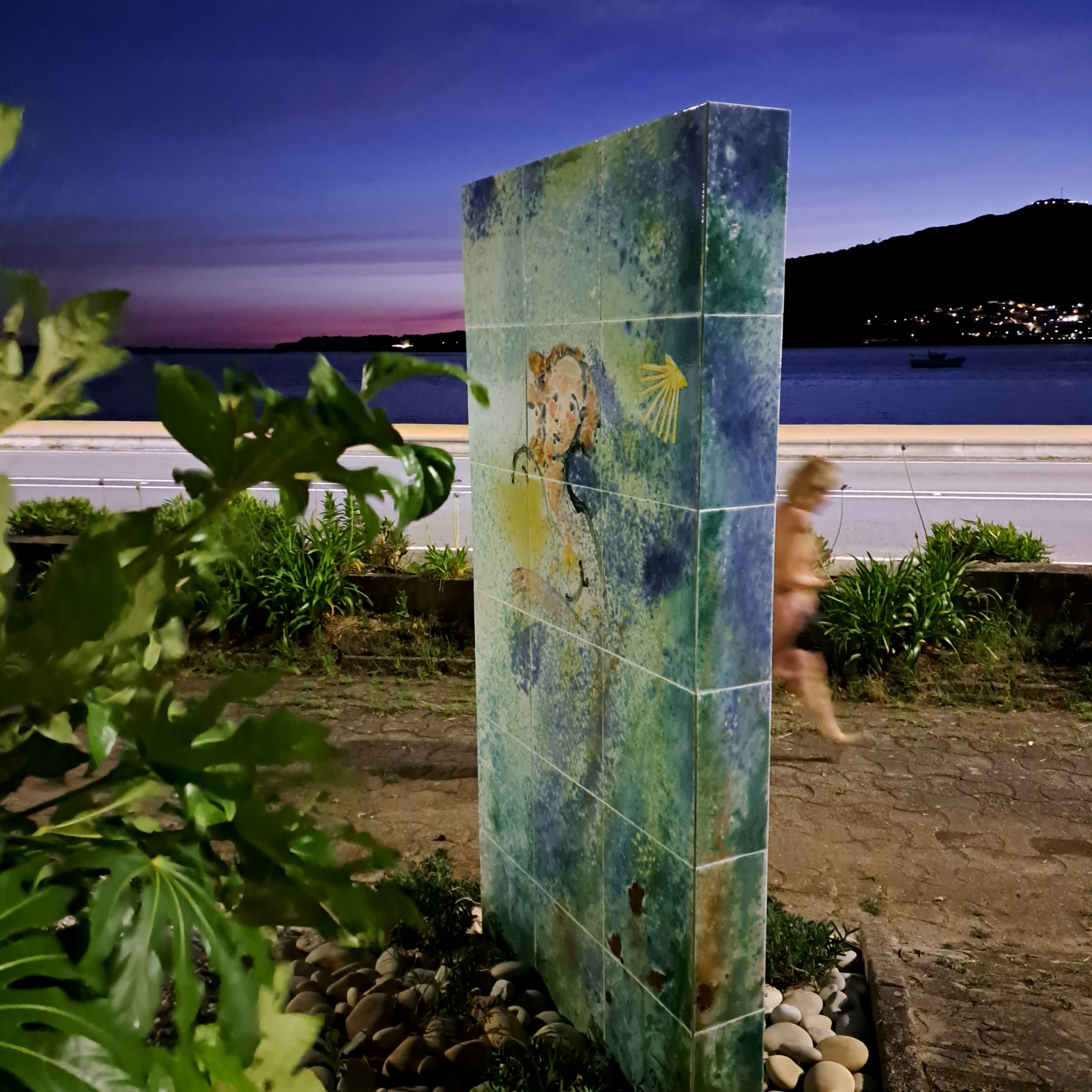
Painel de azulejos de José Emídio, em Caminha.

José Emídio tem sido reconhecido pelo uso expressivo da cor e pela capacidade de transmitir emoções profundas através das suas pinturas. A sua obra é marcada pela introspeção e pela exploração dos sentimentos humanos, como evidenciado na exposição "No Teatro das Emoções", patente na galeria Eritage, em Lisboa, em 2022-2023.
Além da sua carreira como pintor, José Emídio tem-se destacado, também, na área da cerâmica. Um dos seus projetos mais notáveis é o painel cerâmico instalado em Matosinhos, que combina a sua habilidade pictórica com a técnica cerâmica, resultando numa obra de grande impacto visual e simbólico.
Ainda enquanto artista plástico, José Emídio tem colaborado em diversas publicações literárias, com reprodução de trabalhos seus na área da ilustração, em mais de três dezenas de edições, designadamente para "100 Fábulas de La Fontaine", edição Campo das Letras, com uma centena de ilustrações do autor e o álbum "S. João" também com litografias de José Rodrigues e Jorge Pinheiro e textos de Eugénio de Andrade, Mário Cláudio e Manuel António Pina, numa edição da Cooperativa Árvore para a Câmara Municipal do Porto.

## Cooperativa Árvore
Com uma ligação à Cooperativa Árvore que remonta aos tempos de estudante de Belas-Artes, José Emídio é sócio desde 1978, tendo integrado diversas direções, enquanto vogal. Durante três mandatos, foi vice-presidente do Conselho de Administração, com Amândio Secca na presidência. O falecimento desde provocou as eleições mais concorridas da vida da Cooperativa, em dezembro de 2018, das quais José Emídio saiu vencedor, assumindo a presidência do Conselho de Administração. Tem-se empenhado em atrair artistas mais jovens e em dinamizar a cooperativa, reforçando a sua importância no panorama artístico nacional.